# Ampelisca ballina
Ampelisca ballina är en kräftdjursart. Ampelisca ballina ingår i släktet Ampelisca och familjen Ampeliscidae. Inga underarter finns listade i Catalogue of Life.